# Бугубаев, Аманжол Кунбалатович
Аманжол Кунбалатович Бугубаев (род. 5 апреля 1944, Саркандский район, Талды-Курганская область) — советский борец вольного стиля, чемпион и призёр чемпионатов СССР, обладатель Кубка СССР, мастер спорта СССР международного класса (1973).

## Биография
Увлёкся борьбой в 1962 году. В 1964 году выполнил норматив мастера спорта СССР. Участвовал в семи чемпионатах СССР (1966-1973 годы). С 1996 года старший тренер сборной Казахстана по вольной борьбе.

## Спортивные результаты
- Чемпионат СССР по вольной борьбе 1966 года — ;
- Чемпионат СССР по вольной борьбе 1972 года — ;
- Чемпионат СССР по вольной борьбе 1973 года — ;

## Награды
- Почётный знак «За заслуги в развитии физической культуры, спорта и туризма» (28 ноября 2013 года, Межпарламентская ассамблея СНГ) — за  значительный вклад в развитие физической культуры, спорта и туризма в государствах — участниках Содружества Независимых Государств, реализацию идей сотрудничества в данной сфере[2].